# Rubén González (Pianist)
Rubén González Fontanills (* 26. Mai 1919 in Santa Clara; † 8. Dezember 2003 in Havanna) war ein kubanischer Pianist. González gilt als bedeutendster Pianist des kubanischen Musikstils Son und als Legende der kubanischen Musik.

## Leben und Wirken
Er wurde am Konservatorium in Cienfuegos ausgebildet und begann Medizin zu studieren. 1941 zwangen ihn Geldprobleme zum Abbruch seines Studiums, und er nahm wieder die Pianistenlaufbahn in Angriff, allerdings nicht im klassischen Fach, sondern mit traditioneller kubanischer Folklore. Im Jahr 1943 spielte er mit Arsenio Rodríguez seine erste Schallplatte ein. Bald wurde er auch über die Grenzen Kubas hinaus in Lateinamerika bekannt. 
Nachdem er in den 1980er-Jahren seine Karriere eigentlich schon beendet hatte, gelang ihm im Jahr 1997 mit dem von Ry Cooder produzierten Album Buena Vista Social Club und dem gleichnamigen, 1999 erschienenen Dokumentarfilm von Wim Wenders ein Comeback, das ihn auch in Europa und den USA zu einer Berühmtheit machte. Gemeinsam mit Ry Cooder, Compay Segundo, Ibrahim Ferrer, Eliades Ochoa und Omara Portuondo trat González weltweit noch diverse Male auf. 
Seine letzten Konzerte gab er 2002 in Mexiko und Kuba. Danach zwangen ihn seine Arthrose sowie Lungen- und Nierenprobleme endgültig zum Ende der Karriere. Nach langer Bettlägerigkeit starb González am 8. Dezember 2003 in Havanna.

## Diskografie

### Studioalben
| Jahr | Titel                        | Höchstplatzierung, Gesamtwochen, AuszeichnungChartplatzierungen (Jahr, Titel, Platzierungen, Wochen, Auszeichnungen, Anmerkungen) | Höchstplatzierung, Gesamtwochen, AuszeichnungChartplatzierungen (Jahr, Titel, Platzierungen, Wochen, Auszeichnungen, Anmerkungen) | Höchstplatzierung, Gesamtwochen, AuszeichnungChartplatzierungen (Jahr, Titel, Platzierungen, Wochen, Auszeichnungen, Anmerkungen) | Höchstplatzierung, Gesamtwochen, AuszeichnungChartplatzierungen (Jahr, Titel, Platzierungen, Wochen, Auszeichnungen, Anmerkungen) | Höchstplatzierung, Gesamtwochen, AuszeichnungChartplatzierungen (Jahr, Titel, Platzierungen, Wochen, Auszeichnungen, Anmerkungen) | Anmerkungen                              |
| Jahr | Titel                        | DE | AT | CH | UK | US | Anmerkungen                              |
| ---- | ---------------------------- | --- | --- | --- | --- | --- | ---------------------------------------- |
| 1997 | Introducing...Rubén González | DE68 (6 Wo.)DE | — | CH— GoldCH | UK— SilberUK | — | Erstveröffentlichung: 16. September 1997 |
| 2000 | Chanchullo                   | DE71 (3 Wo.)DE | AT49 (1 Wo.)AT | CH28 (7 Wo.)CH | — | — | Erstveröffentlichung: 19. September 2000 |

Weitere Veröffentlichungen
- 1955/56: Orquesta América del 55 (Mitwirkung)
- 1964: Jazz Cuba
- 1975: Rubén González
- 1975: Aufnahmen mit dem Orchester von Enrique Jorrín
- 1975: Indestructible (mit der Rhythmusgruppe des Orquesta Enrique Jorrín)
- 1978: Estrellas de Areito (Mitwirkung)
- 1979: Los héroes
- 1997: A Toda Cuba Le Gusta – The Afro-Cuban All Stars (Mitwirkung)
- 1997: Buena Vista Social Club (Mitwirkung)
- 1999: Indestructible
- 1999: Son Inconcluso
- 2000: Sentimiento
- 2000: Rubén González and Friends
- 2000: Dos Grandes Con la Orq. Jorrin (Ruben & Raul Planas González)
- 2004: Todo sentimiento
- 2006: The Essential
- 2009: Suena el piano Rubén (Sampler)